# Adele Bloch-Bauer I
Das Bildnis Adele Bloch-Bauer I, auch „Goldene Adele“ genannt, ist ein Gemälde von Gustav Klimt (1862–1918). Es gilt als eines der bedeutendsten Werke Klimts wie auch des österreichischen Jugendstils (Wiener Secession) insgesamt. Im Zuge der Medienberichterstattung rund um die Rückgabe des Gemäldes an die Erben durch die Republik Österreich wurde es mitunter als „Ikone“ der kulturellen Identität des Landes bezeichnet.
2006 wurde es zu einem kolportierten Rekordpreis von 135 Millionen Dollar (106,7 Mio. Euro) – dem bis dahin höchsten Preis, der je für ein Gemälde gezahlt wurde – von dem US-amerikanischen Unternehmer Ronald Lauder für die von ihm gegründete Neue Galerie in Manhattan (New York) erworben.

## Beschreibung
Adele Bloch-Bauer I ist ein Ölgemälde mit umfangreichen Blattsilber- und Blattgoldauflagen auf Leinwand im Format 138 × 138 Zentimeter.
Der Gesamteindruck des Bildes wird von Gesicht und Händen im rechten oberen Viertel beherrscht, die, realistisch dargestellt, gegenüber dem ornamental fließenden Goldton des restlichen Bildes hervortreten und den Blick des Betrachters auf sich ziehen.
Die Bildkomposition ist vertikal deutlich in zwei Hälften geteilt: in der rechten Hälfte ist Adele Bloch-Bauer dargestellt, die linke Hälfte ist dagegen fast leer, zeigt einen lediglich angedeuteten Innenraum, in dem im unteren Drittel des Bildes der weite Saum des Kleides oder Mantels der Porträtierten hineinreicht. Gustav Klimt hat auf die Andeutung einer Raumwirkung weitgehend verzichtet, so dass das Gemälde insgesamt flach wirkt. Die skizzierte Räumlichkeit tritt hinter der ornamentalen Qualität des goldenen Bildgrundes zurück, in dem Wohnraum, Sessel und Kleid flächenhaft nebeneinander gesetzt sind.
Die schmale Figur steht scheinbar aufrecht, sitzt oder lehnt jedoch bei genauerem Hinsehen auf einem Polstersessel und nimmt die gesamte Vertikale des Bildes ein, der Kopf scheint am oberen Bildrand geradezu abgeschnitten. Die dunklen aufgesteckten Haare und der überproportional große rote Mund betonen die im Kontrast extrem bleiche, weiß-bläulich wirkende Haut, die durch das enganliegende Trägerkleid an Dekolleté und Armen freigegeben wird. Adele Bloch-Bauer hält die Hände vor der Brust lose ineinander gelegt und blickt den Betrachter direkt an.
Um das enge Kleid breitet sich ein weites Tuch oder ein Mantel, der von den Armen ausgehend seitlich weit auseinanderfließend bis an die Bildränder ausgreift.
Kleid, Mantel, Sessel und Bildgrund sind vorwiegend mit Gold belegt. Das enge Kleid zeigt am oberen Abschluss eine schmale Leiste teils linienhafter Rechtecke und einen breiteren Abschnitt mit einer Doppelreihe hoher, schlanker Dreiecke. Daran schließt ein Muster aus quer angeordneten stilisierten Augen an, die von großen flachen Dreiecken umfasst sind, welche an ein allsehendes Auge erinnern. Das Kleid wirkt insgesamt etwas dunkler als der umgebende Mantel mit seinen eingestreuten Ornamenten aus Spiralen und blattartigen Symbolen und angedeutetem Faltenwurf. Der ebenfalls goldene Sessel ist vom Bildgrund nur durch seine mit Spiralmuster gestaltete Oberfläche zu unterscheiden, Schattenwurf oder Konturen fehlen ganz oder sind nur sparsam angedeutet.
Hinter Oberkörper und Kopf sind zwei große viereckige Flächen, möglicherweise Kissen erkennbar, die das helle Gesicht vor den dunklen Farbtönen und kleinteiligen Ornamenten hervortreten lassen.
Die linke Bildhälfte könnte für die Wand eines Innenraums stehen. Sie ist flächig golden marmoriert, das untere Viertel ist grün gehalten und von der goldenen Fläche mit einer schwarz-weißen Bordüre mit Schachbrettmuster abgesetzt. Es könnte sich bei der grünen Fläche um eine angedeutete Wandtäfelung oder Wandmalerei, aber auch um einen an eine Sesselleiste anschließenden Fußboden handeln.

## Motiv
Das Gemälde zeigt Adele Bloch-Bauer (1881–1925), Tochter des Generaldirektors des Wiener Bankvereins, Moritz Bauer, im Alter von etwa 26 Jahren. Adele Bauer hatte 1899, im Alter von 18 Jahren, den deutlich älteren Ferdinand Bloch (1864–1945) geheiratet. Bereits zuvor hatte ihre Schwester Maria Therese Bauer, genannt „Thedy“, Gustav Bloch, den Bruder Ferdinands zum Mann genommen. Beide Familien nahmen den Namen Bloch-Bauer an.
Sie zählten zum kulturell aufgeschlossenen jüdischen Großbürgertum Wiens in der Zeit des Fin de Siècle. Ferdinand Bloch selbst hatte die Zuckerfabrik seines Vaters erfolgreich zu einem europaweit tätigen Unternehmen gemacht. Im Salon von Adele und Ferdinand Bloch-Bauer trafen sich Künstler, Schriftsteller und sozialdemokratische Politiker wie Karl Renner, der spätere erste Staatskanzler der Ersten Republik, und Julius Tandler.
Maria Altmann (1916–2011), Nichte Adele Bloch-Bauers und Miterbin des Bildes, beschrieb ihre Tante als: „Leidend, immer mit Kopfweh, rauchend wie ein Schlot, furchtbar zart und dunkel. Ein durchgeistigtes Gesicht, süffisant, elegant.“
Unter den Künstlern, die von dem Paar unterstützt wurden, war Gustav Klimt, den schon seit 1899 eine Freundschaft mit Adele Bloch-Bauer verband. 1901 vollendete er das Porträt Judith I, einen Halbakt zur biblischen Figur Judith, bei dem Adele Bloch-Bauer als Modell diente, ohne dass dies bekannt wurde. 1909 entstand Judith II und auch bei diesem Bild wurde sehr wahrscheinlich Adele Bloch-Bauer dargestellt.

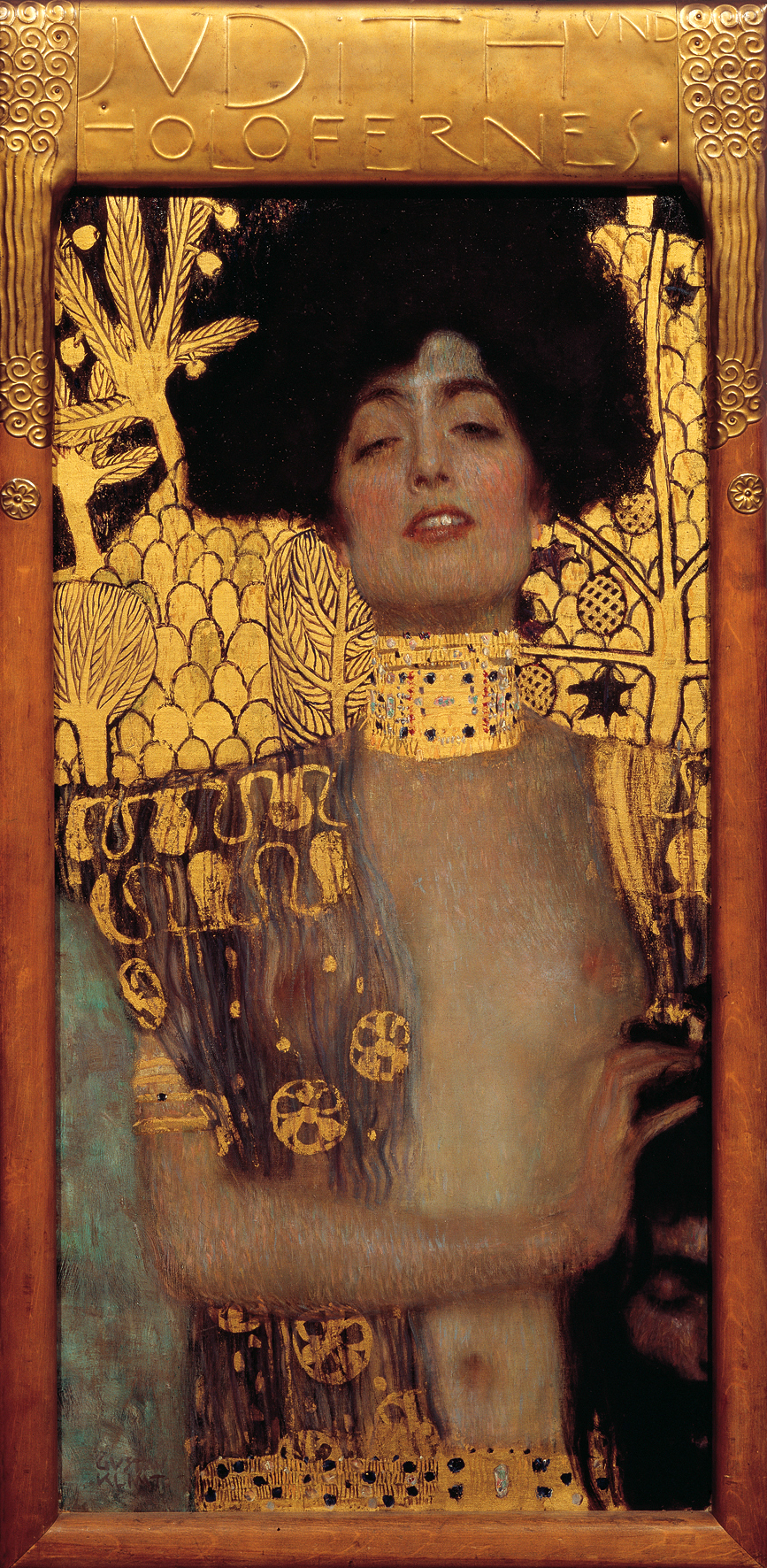
Judith I (1901)
Judith II (1909)
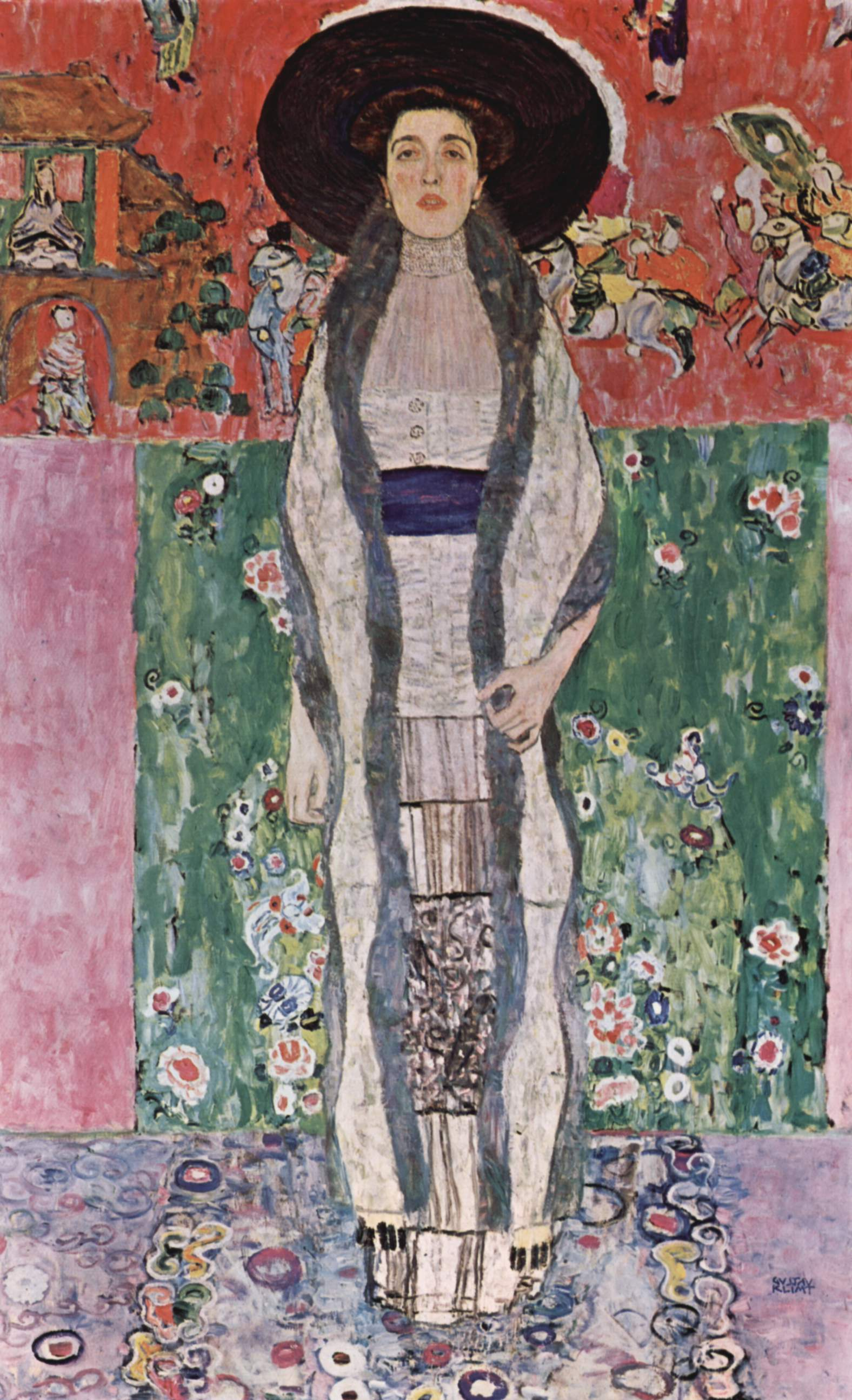
Adele Bloch-Bauer II (1912)

Neben dem Bildnis Adele Bloch-Bauer I kaufte Ferdinand Bloch-Bauer ein weiteres Porträt seiner Gattin, Adele Bloch-Bauer II (1912), sowie vier Landschaftsbilder des Malers: Birkenwald (1903), Schloß Kammer am Attersee III (1910), Apfelbaum I (um 1912) und Häuser in Unterach (um 1916). Auch das Bildnis Amalie Zuckerkandl (1917/1918) wurde von Bloch-Bauer erworben.

## Entstehung des Bildes
Im Jahr 1903 erhielt Gustav Klimt von Ferdinand Bloch-Bauer den Auftrag, ein Porträt seiner Frau anzufertigen. In den folgenden Jahren erstellte er über 100 Zeichnungen und Studien für das Gemälde, bis er es 1907 als Adele Bloch-Bauer I präsentieren konnte. Die folgenden vier Skizzen stammten dabei alle aus dem Jahr 1903 und wurden mit schwarzer Kreide gefertigt:

Vier Skizzen
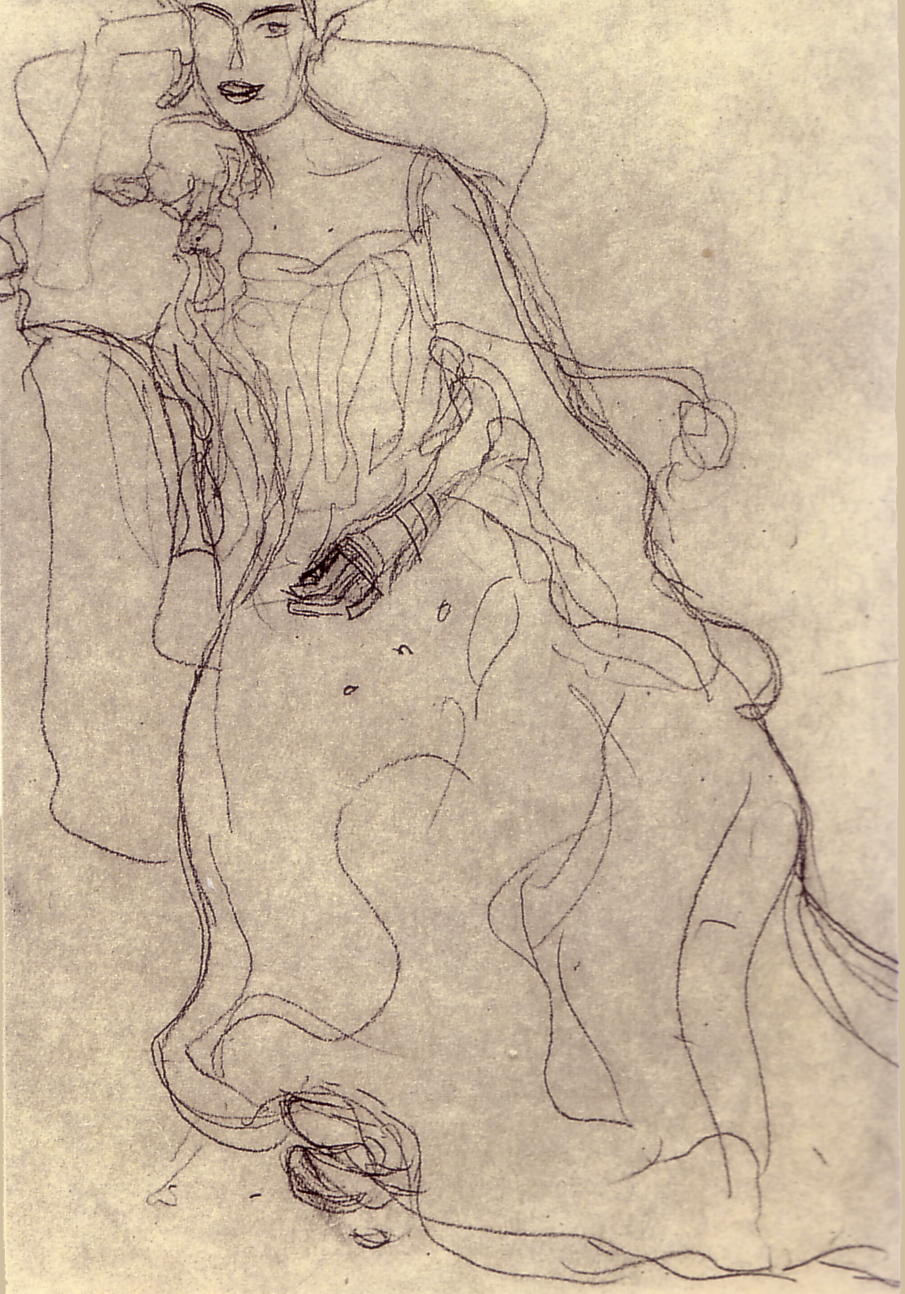
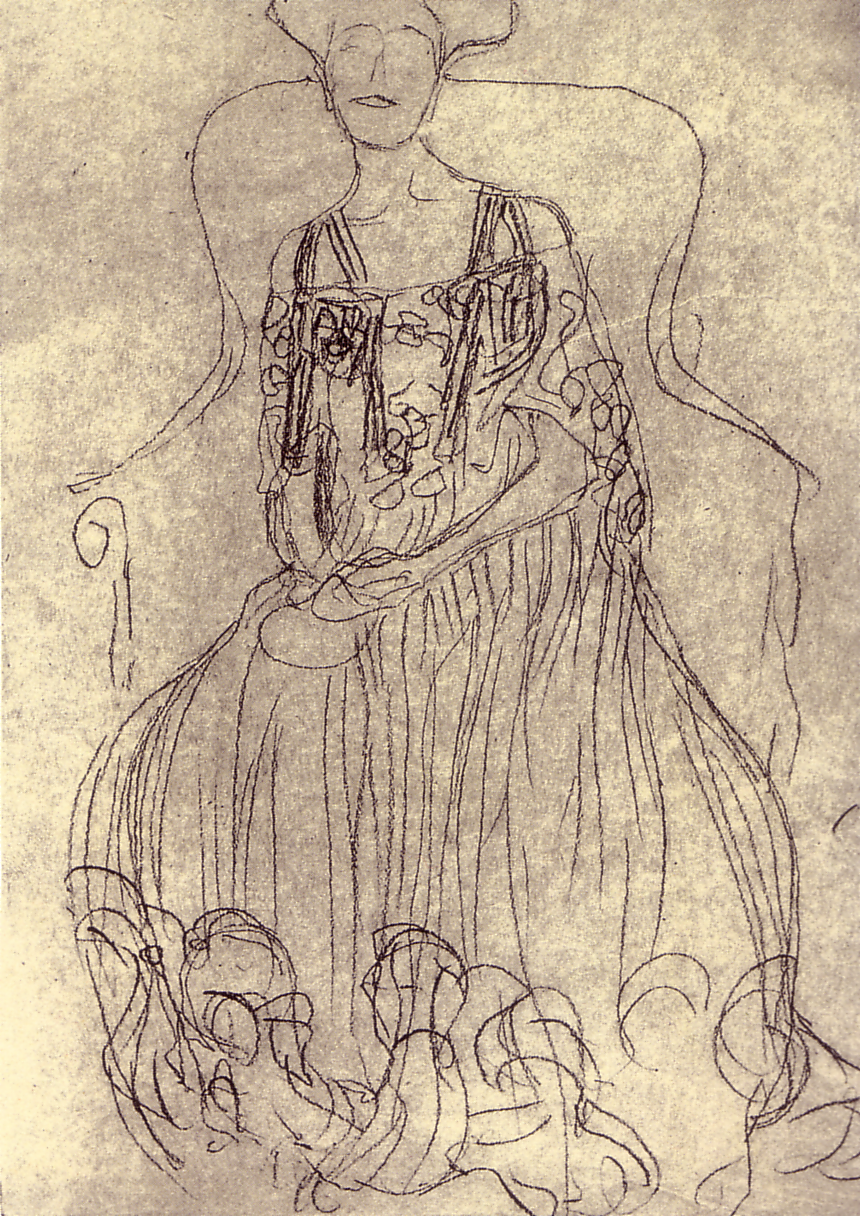
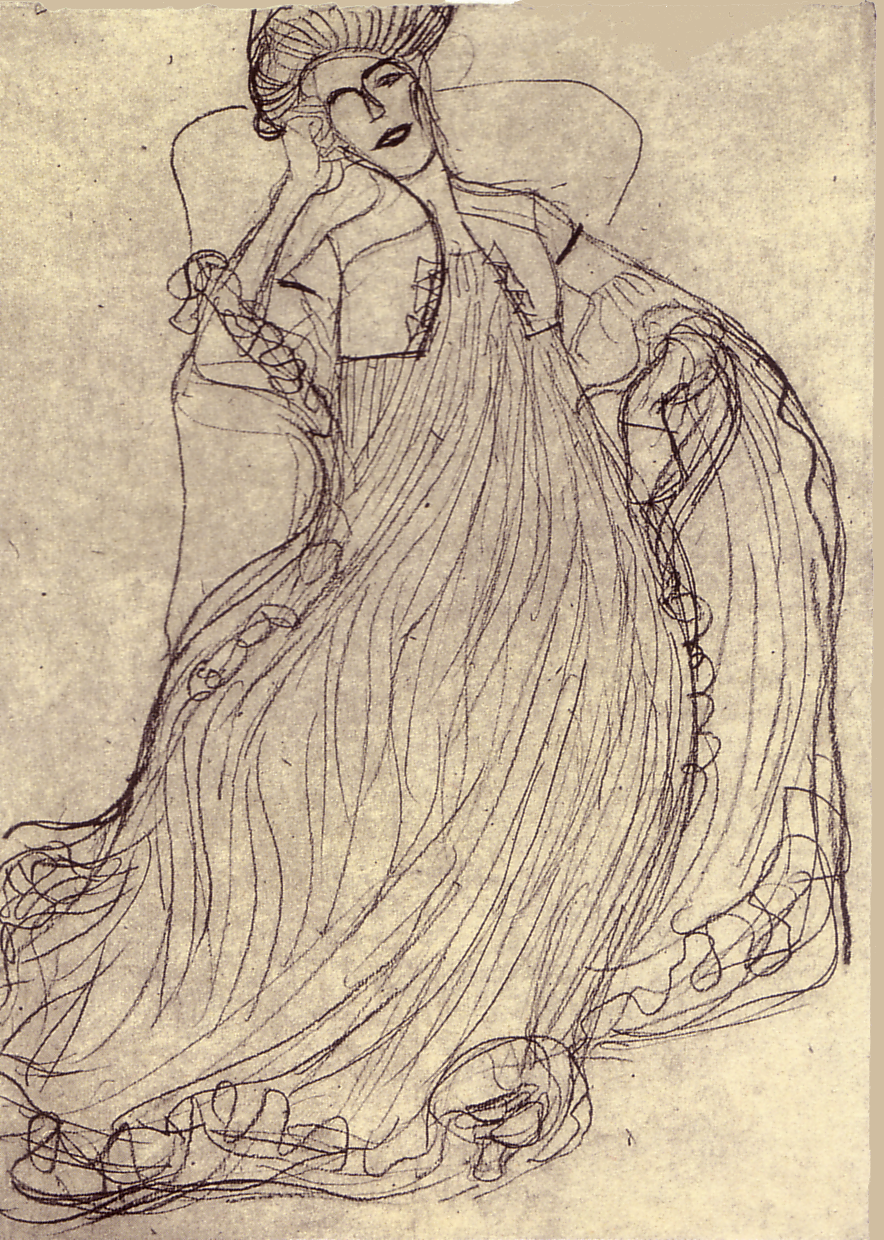
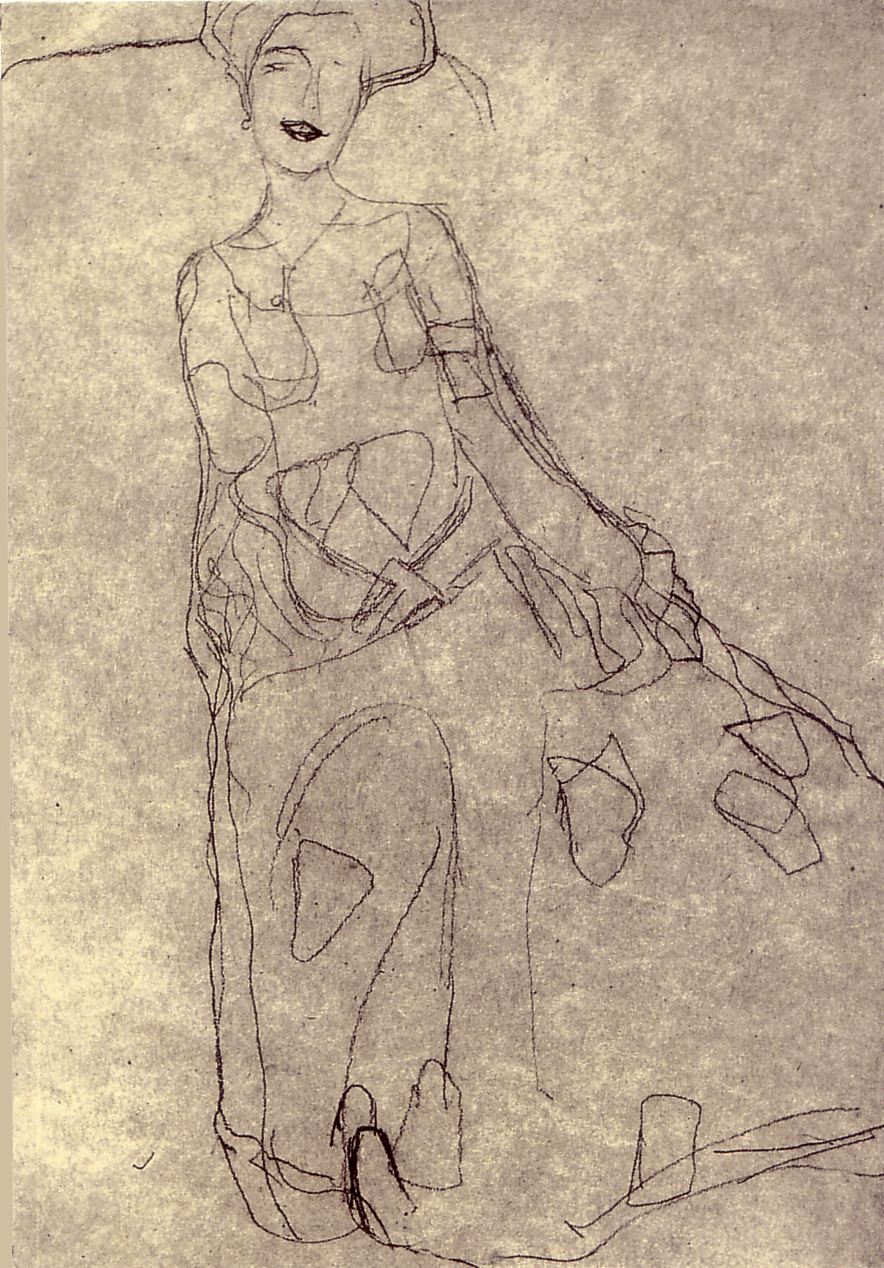

Dabei ist erkennbar, dass die Grundkonstruktion des Bildes bereits zu diesem frühen Zeitpunkt feststand, strittig war offensichtlich nur die genaue Position des sitzenden Modells, vor allem die Hand- und Kopfhaltung.

## Technik und Stil

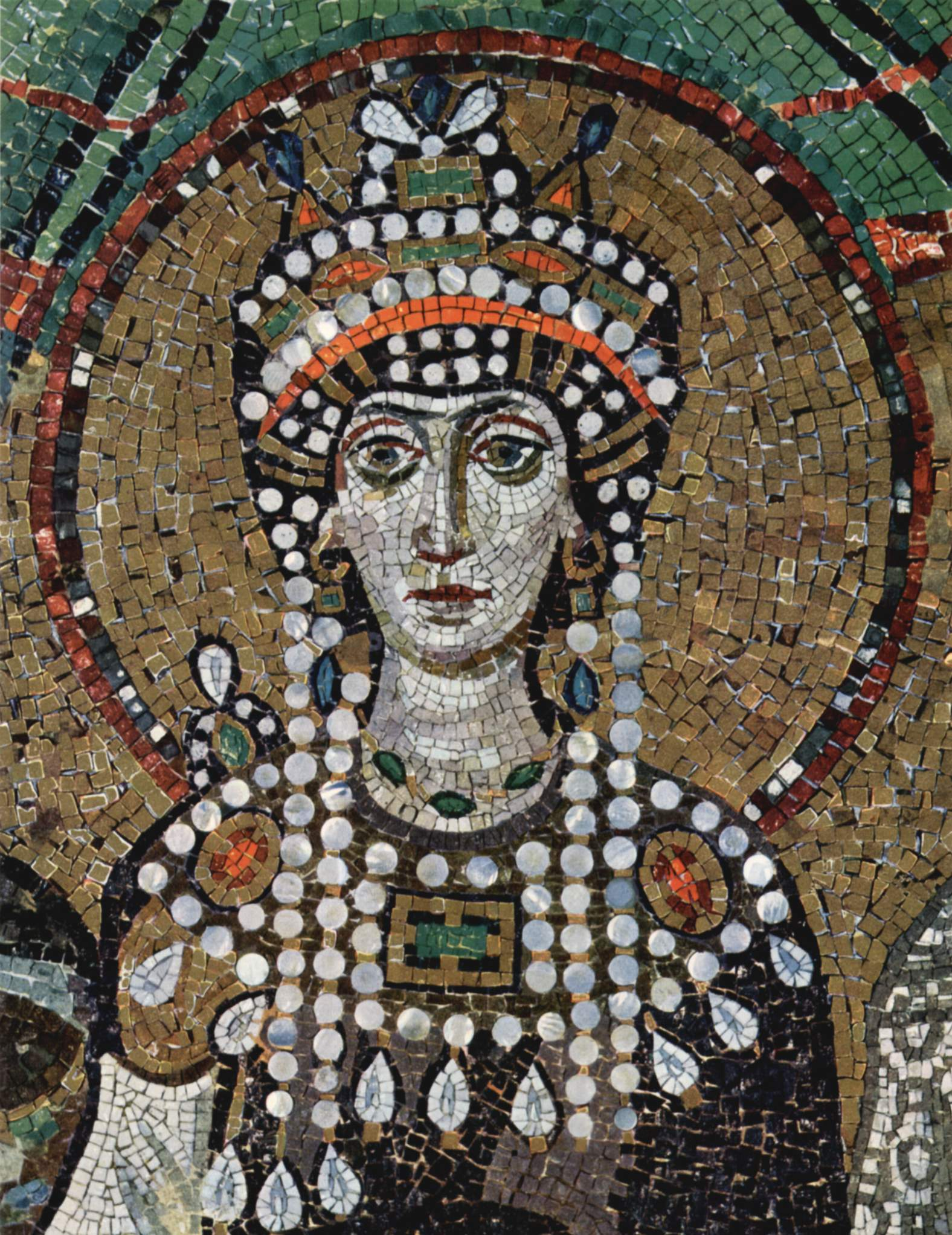
Porträt der Kaiserin Theodora, Ausschnitt aus einem Mosaik in der Kirche San Vitale in Ravenna (6. Jahrhundert)
(Man beachte die Goldumrandung des Kopfes)

Das Bildnis Adele Bloch-Bauers stammt aus Klimts „goldener Phase“. 1903 hatte er während einer Italienreise in Ravenna und Venedig die vielfach mit Gold ausgeschmückten Kirchenmosaike gesehen und in der Folge, inspiriert von diesen Heiligen- und Herrscherbildern, damit begonnen, diese Bildsprache in eine zeitgemäße Form zu übertragen. Er experimentierte mit verschiedenen Techniken, um die Oberflächen seiner Werke neu zu gestalten. In Ergänzung zur Ölmalerei setzte er insbesondere Pastiglia, einer Art Relieftechnik, und die Vergoldung ein.
Nur Gesicht, Schulter, Arme und Hände sind naturalistisch gemalt. Der Hintergrund wie auch das teils in seinem Schwung erkennbare Kleid und der Lehnstuhl sind nur teilweise angedeutet, gehen in Ornamente und abstrakte Flächen über, die keine eindeutige räumliche Orientierung ermöglichen und charakteristisch sind für Klimts Umgang mit Flächen, Farben und Formen seit etwa 1898–1900. Er hatte sich dabei, neben der byzantinischen Kunst, auch von der minoischen, der mykenischen, der ägyptischen und der mittelalterlichen religiösen Malerei Italiens inspirieren lassen. Darüber hinaus zeigt seine Formensprache Einflüsse der in Europa zu dieser Zeit modischen japanischen Druckkunst Ukiyo-e und der Malerei der Edo-Zeit (vgl. Japonismus). Nicht zuletzt sind Merkmale des französischen Impressionismus erkennbar, der von der Künstlergruppe „Wiener Secession“, der auch Klimt bis 1905 angehörte, in Wien bekannt gemacht worden war.
Weitere bekannte Werke dieser Zeit sind Wasserschlange (1904–1907), der Stoclet-Fries (1904–1910), ein Auftragswerk für einen belgischen Industriellen in Brüssel, Die drei Lebensalter der Frau (1905) und Der Kuss (1907–1908), der mit der „Goldenen Adele“ als Höhepunkt in Klimts goldener Phase gilt. Frauen waren in diesen Jahren das zentrale Hauptmotiv in Klimts Œuvre.

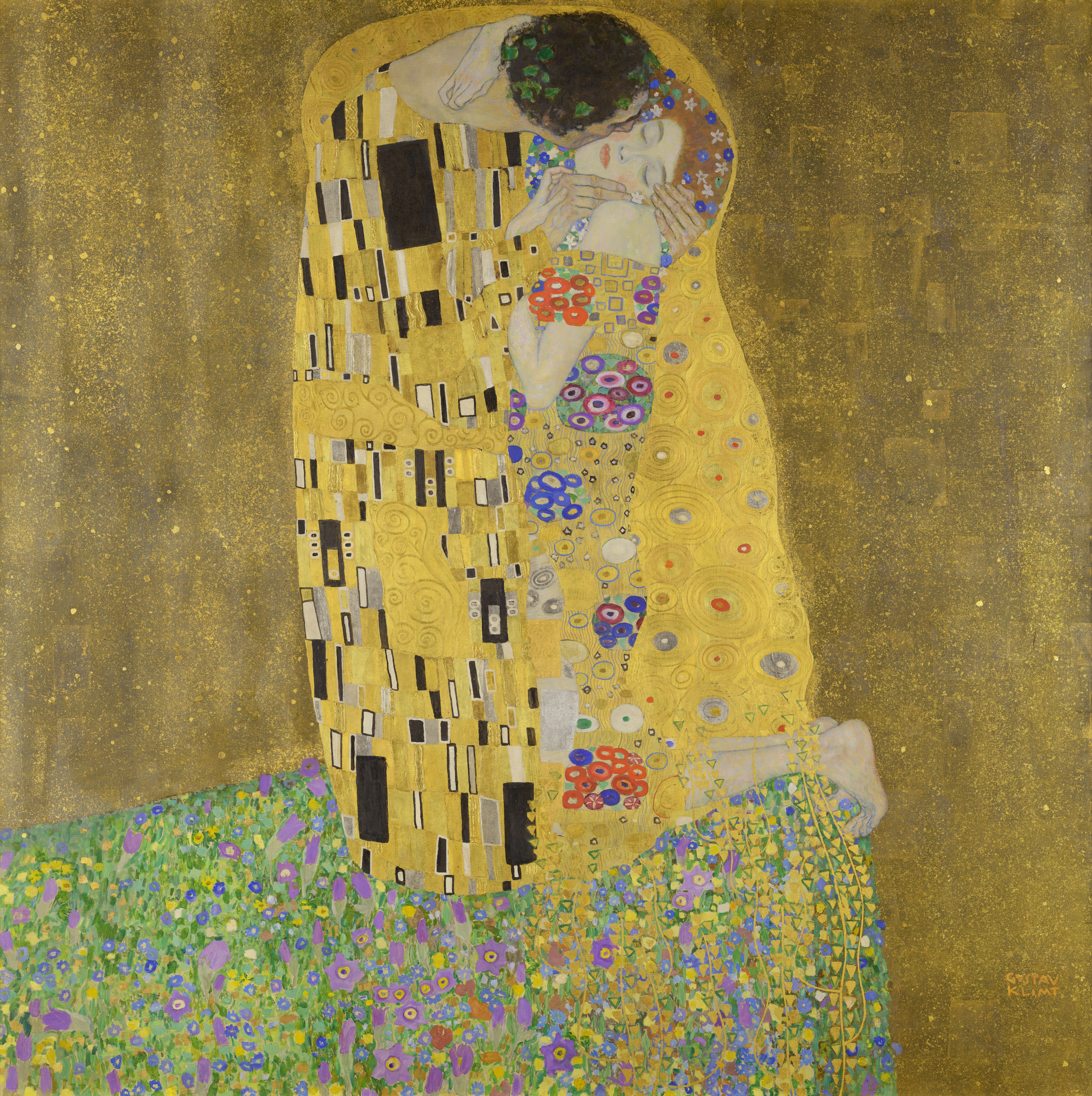
Aus Klimts „Goldener Periode“:
Der Kuss (1907–1908)

Andere Bilder aus Klimts „Goldener Periode“
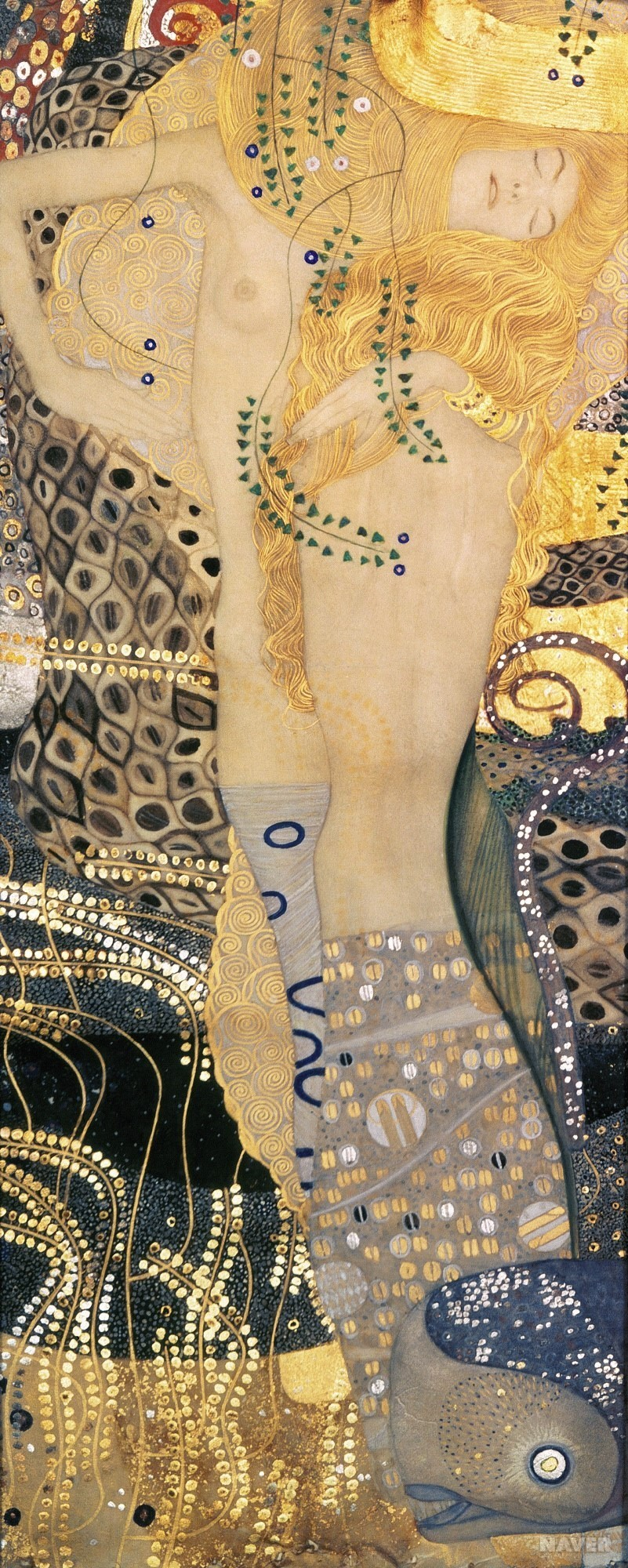
Wasserschlangen I (1904–1907)
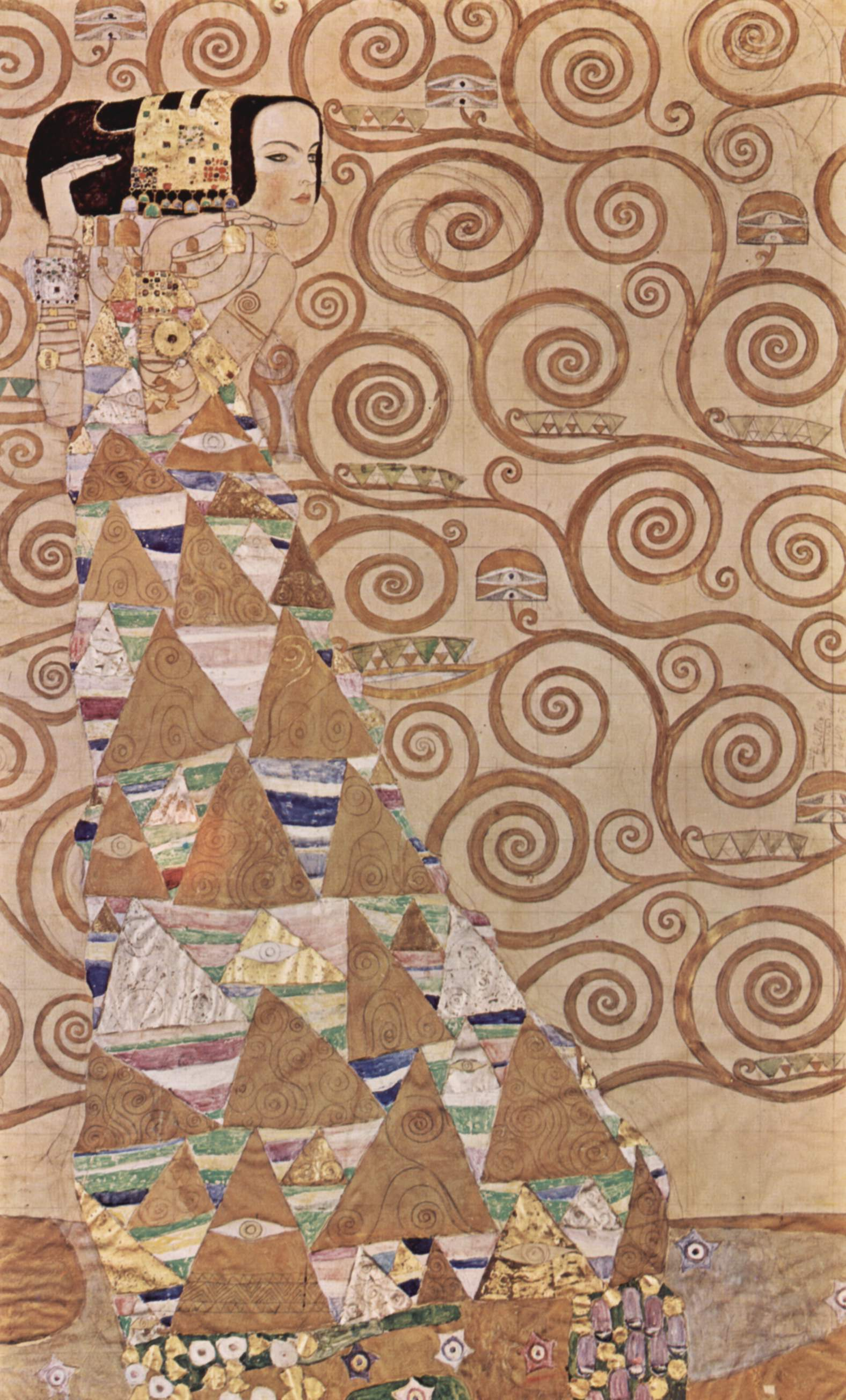
Die Erwartung (Stoclet-Fries, 1904–1910)
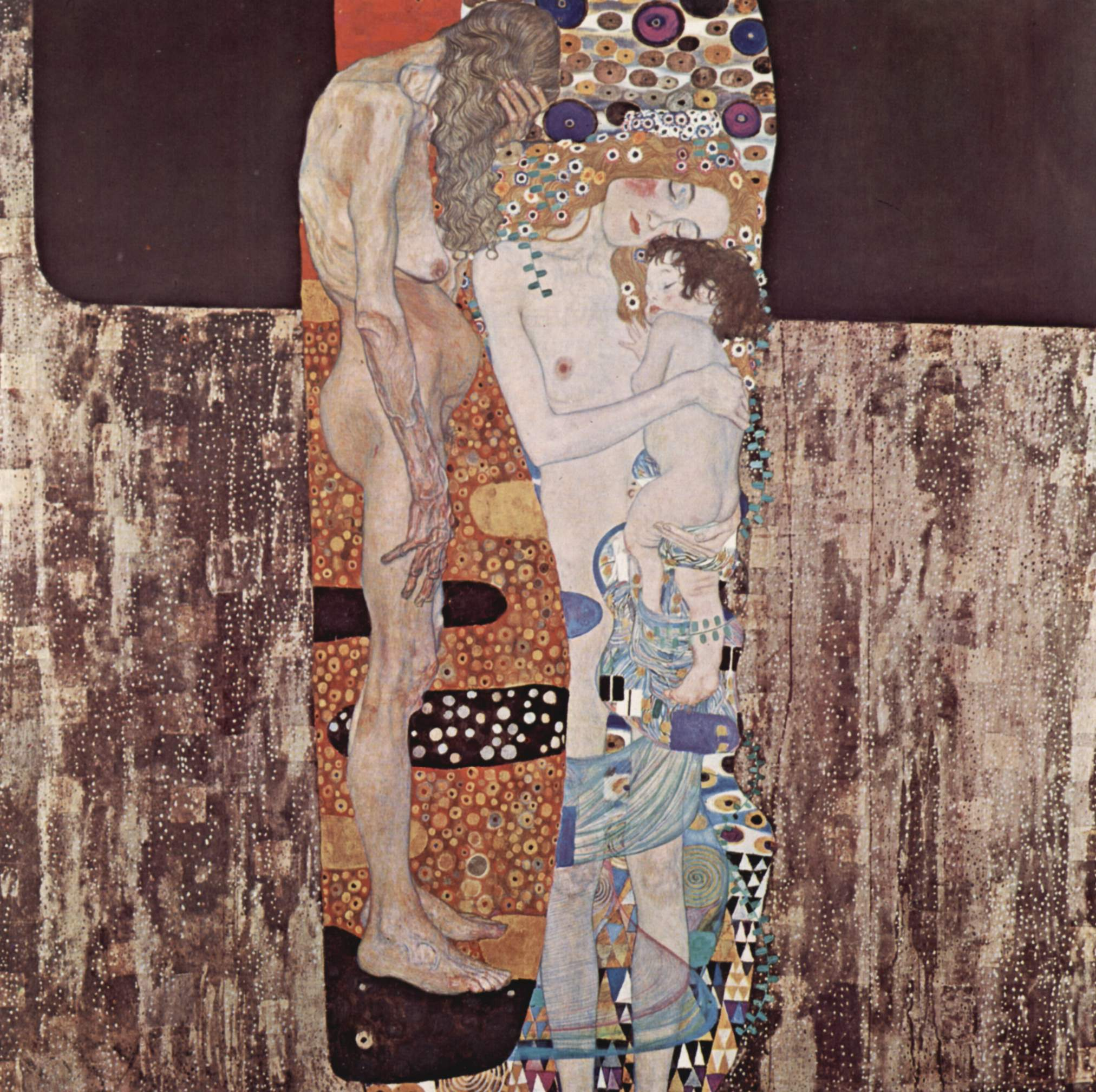
Die drei Lebensalter der Frau (1905)
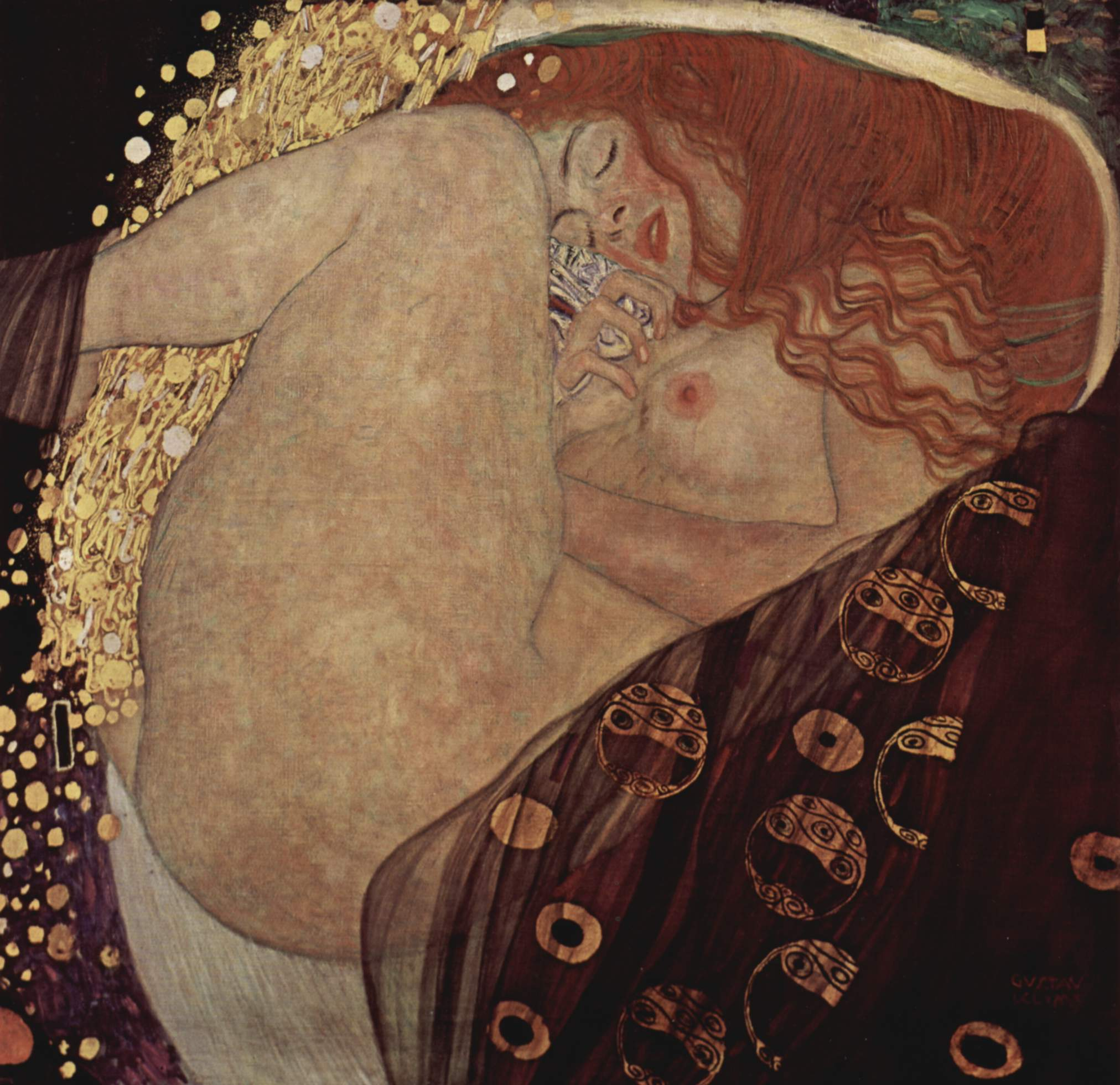
Danaë (1907)

## Geschichte des Bildes und Provenienz
Das Bild Adele Bloch-Bauer I wurde direkt nach der Fertigstellung 1907 im Atelier des Künstlers in Wien ausgestellt und tauchte im gleichen Jahr erstmals mit Abbildung in der Zeitschrift Deutsche Kunst und Dekoration auf. Im gleichen Jahr war es auch bei der Internationalen Kunstausstellung in Mannheim zu sehen, ein Jahr später hing es in der Kunstschau Wien 1908. 1910 war es Bestandteil der Ausstellung im Klimt-Saal der IX. Esposizione Internazionale di Venezia. Bis 1918 wurde das Bild bei keiner weiteren Ausstellung gezeigt und hing in Ferdinand und Adele Bloch-Bauers Wohnung in Wien 4., Schwindgasse 10 (einer Seitengasse der Prinz-Eugen-Straße nahe dem Schwarzenbergplatz), dann wurde es im Kunsthaus Zürich präsentiert. Von 1918 bis 1921 hing es als Leihgabe in der Österreichischen Staatsgalerie im Belvedere.
Als Adele Bloch-Bauer am 24. Jänner 1925 starb, hinterließ sie in ihrem Testament den Wunsch, ihr Mann möge die Klimt-Bilder in seinem Besitz seinerseits testamentarisch der Österreichischen Galerie vermachen: „Meine 2 Porträts und 4 Landschaften von Gustav Klimt, bitte ich meinen Ehegatten nach seinem Tode der österr. Staats-Galerie in Wien, die mir gehörenden Wiener und Jungfer.Brezaner Bibliothek, der Wiener Volks u. Arbeiter Bibliothek zu hinterlassen“. Im Verlassenschaftsverfahren gab er an, die Bilder seien sein Eigentum, sagte aber zu, ihren Wunsch zu erfüllen. Eines der Landschaftsbilder (Schloss Kammer am Attersee III) schenkte er 1936 der Österreichischen Galerie im Schloss Belvedere. Adele Bloch-Bauer I wurde 1937 in Paris in der Exposition d’Art Autrichien sowie in Bern präsentiert.

### Arisierung
Als Österreich am 12./13. März 1938 mit dem „Anschluss“ Teil des Deutschen Reiches unter der Diktatur der Nationalsozialisten wurde, floh Ferdinand Bloch-Bauer zuerst in die Tschechoslowakei und dann in die Schweiz. Die Gemälde waren, wie der Großteil seines übrigen Besitzes, in Österreich verblieben. Sein Landgut in der Tschechoslowakei, Jungfern Breschan, wurde nach der Annexion des Landes von Reinhard Heydrich bewohnt. Ferdinand Bloch-Bauer starb am 13. November 1945 in Zürich, ohne zuvor nach Wien zurückgekehrt zu sein. Zuvor hatte er noch alle Schenkungen an österreichische Museen betreffende testamentarische Bestimmungen widerrufen.
Bloch-Bauers Vermögen und die Kunstsammlung wurde von den Nationalsozialisten, wie das der anderen geflohenen jüdischen Bürger, auf Basis eines am 24. April 1938 vom Finanzamt der Wieden in Wien eingeleiteten Steuerverfahrens enteignet. Aktien seiner Zuckerfabrik, die er zur Sicherheit in der Schweiz treuhändisch in einer Bank deponiert hatte, wurden von dieser weit unter Wert an den deutschen Investor Clemens Auer verkauft.
Über das in Österreich verbliebene feste und bewegliche Eigentum verfügte gemäß den Gesetzen im Deutschen Reich der Anwalt Erich Führer als von staatlicher Seite eingesetzter kommissarischer Verwalter. Er verkaufte den gesamten Besitz, das Palais, die Fabrik, die etwa 400 Exponate umfassende Porzellansammlung, Gemälde aus dem 19. Jahrhundert und Tapisserien. Die Bilder von Klimt, darunter Adele Bloch-Bauer I, konnte er zunächst nicht veräußern, da die Werke nicht dem Geschmack der nationalsozialistischen Kunstfunktionäre entsprachen. 1941 schließlich kaufte die Österreichische Galerie im Belvedere, damals „Moderne Galerie“ genannt, die Klimt-Bilder Adele Bloch-Bauer I und Apfelbaum I.

### Rückgabeforderungen
Das Ehepaar Bloch-Bauer hatte keine Kinder. Als Erben hatte Ferdinand Bloch-Bauer die Kinder seines Bruders und seiner Schwägerin, Maria Altmann, Luise Gutmann und Robert Bentley, eingesetzt. Noch kurz vor seinem Tod, nach dem Kriegsende 1945, hatte Bloch-Bauer den Wiener Anwalt Gustav Rinesch (1905–1985) beauftragt, sich für die Rückgabe seines von den Nationalsozialisten geraubten Vermögens einzusetzen. Rinesch befolgte diesen Auftrag auch nach dem Tod Bloch-Bauers als Rechtsvertreter der Erben. Diese erhielten jedoch nur Teile ihres Erbes. Auf Grund der im Österreich der Nachkriegszeit üblichen Vorgangsweise, die Erteilung von Ausfuhrgenehmigungen bei der Rückgabe „arisierter“ Güter mit der „Schenkung“ von Teilen dieser Vermögen an die Republik zu junktimieren, behielt das Land die Klimt-Bilder ein. Sie verblieben als Prunkstücke der Sammlung in der Österreichischen Galerie.
1998 wurde in Österreich das Bundesgesetz über die Rückgabe von Kunstgegenständen beschlossen, das auch das Recht für jeden interessierten Bürger umfasste, in die Unterlagen der staatlichen Museen und Galerien Einsicht zu nehmen, die Aufschluss darüber gaben, wie Kunstwerke erworben worden waren. Der Journalist Hubertus Czernin, der während seiner Recherchen auch diese Archive durchsah, informierte die Erben Ferdinand Bloch-Bauers über die Umstände, wie die Klimt-Bilder nach dem Krieg in den Besitz der Republik gekommen waren (der Kauf 1941 hatte juristisch keine Gültigkeit). Das durch Czernin genutzte Einsichtsrecht wurde nach wenigen Wochen durch ministerielle Weisung wieder unwirksam.
Maria Altmann, die seit ihrer Flucht vor den Nationalsozialisten in den USA lebte, suchte um Rückgabe ihres Erbes an, was von der zuständigen Ministerin Elisabeth Gehrer abgelehnt wurde; sie forderte die Erben auf, ihr Recht doch einzuklagen. Sie vertrat die Auffassung, das Bild sei gemäß Adele Bloch-Bauers letztem Willen rechtmäßig in den Besitz der Österreichischen Galerie übergegangen.
2005 wurde nach Einbringung einer Klage in den USA gegen die Republik Österreich durch Maria Altmann (auch im Namen der in Kanada lebenden Nachkommen ihrer Geschwister) ein Schiedsgericht (Andreas Nödl, Walter H. Rechberger, Peter Rummel) einberufen. Es hielt in seiner Entscheidung vom 15. Jänner 2006 fest, dass „die Voraussetzungen des Bundesgesetzes über die Rückgabe von Kunstgegenständen aus den Österreichischen Bundesmuseen und Galerien vom 14. Dezember 1998, BGBl. I Nr. 181/1998, für eine unentgeltliche Rückgabe der […] Bilder an die Erben erfüllt sind.“ Die überraschende Wende der Haltung Österreichs hatte einen politischen Hintergrund und wurde von Nationalratspräsident Andreas Khol in Gesprächen mit dem stellvertretenden US-Finanzminister Stuart E. Eizenstat im Mai 2005 angebahnt. Die Republik Österreich wollte 210 Millionen Euro an NS-Opfer in aller Welt auszahlen um im Gegenzug die Garantie zu erhalten, dass nicht weitere Ansprüche gestellt werden. Man wollte so gezielte Sammelklagen in den USA gegen die Republik Österreich verhindern. Grundlage für den erstrebten Rechtsfrieden war das Washingtoner Abkommen für Entschädigung und Restitution, unterfertigt am 6. Juni 2001. Mitte November 2005 wies ein New Yorker Gericht die letzte Sammelklage zurück, am 8. Dezember 2005 besuchte Bundeskanzler Wolfgang Schüssel US-Präsident George W. Bush und erhielt die gewünschte Zusicherung im Tausch gegen die Restitution der fünf Klimt-Gemälde.

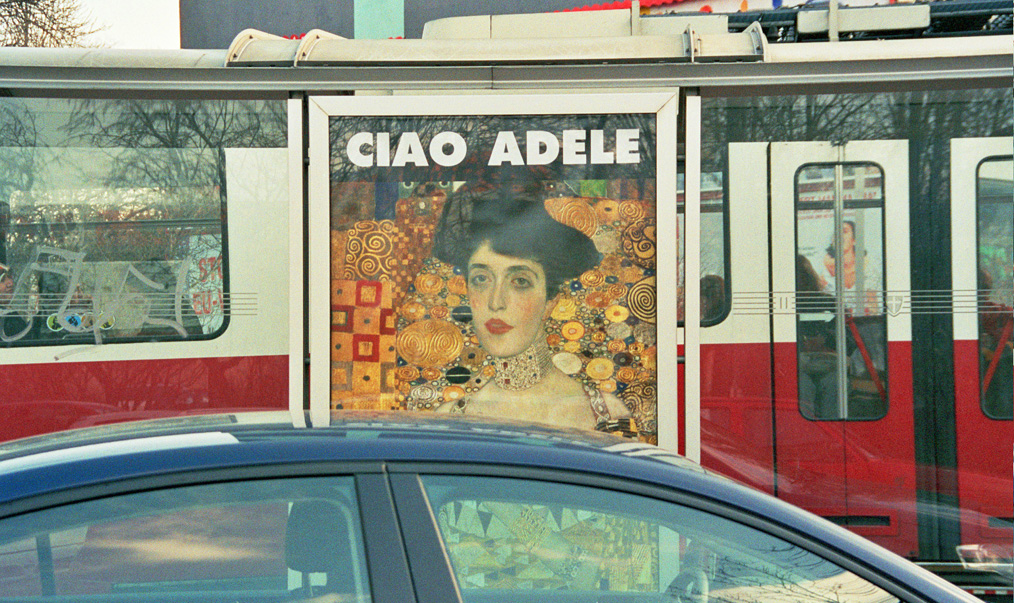
Ciao Adele (Wien, Februar 2006)

Nachdem die Republik Österreich auf das ihr eingeräumte Vorkaufsrecht, die fünf Bilder (Adele Bloch-Bauer I, Adele Bloch-Bauer II, Apfelbaum I, Buchenwald/Birkenwald und Häuser in Unterach am Attersee) mit einem Schätzwert von 300 Mio. Dollar (ca. 250 Mio. Euro) zu erwerben, verzichtet hatte, wurden die Bilder am 14. Februar 2006 nach Los Angeles gebracht, wo Maria Altmann seit 1942, nach ihrer Flucht über die Niederlande und England, lebte. Dort wurden sie zunächst im Los Angeles County Museum of Art gezeigt. In Wien wurde die Museumsikone durch eine Plakatkampagne des Außenwerbeunternehmens Gewista verabschiedet (siehe nebenstehende Abbildung). Auch über die Rückgabe des Gemäldes hinaus blieb die „Goldene Adele“ ein Identifikationsobjekt der Wiener. So reinszenierte ein Werbeplakat für den Wiener Life Ball das Bildnis mit der Dragqueen Conchita Wurst in der Rolle von Adele.

### New York
Am 19. Juni 2006 berichteten Zeitungen, dass der Unternehmer Ronald S. Lauder das Porträt Adele Bloch-Bauers für angeblich 135 Millionen US-Dollar (106,7 Mio. Euro) im Rahmen eines Privatverkaufs oder stillen Handels erworben haben soll. Es wäre der höchste bekannte Preis, der bis dahin für ein Gemälde bezahlt worden war. Eine offizielle Bestätigung des Preises von Seiten Lauders oder des Anwalts Maria Altmanns liegt nicht vor. Letzterer bestätigte nur, dass der Preis deutlich über jenem des bis dahin teuersten Gemäldes, Pablo Picassos Garçon à la pipe (2004: 104,1 Mio. US-Dollar), lag. Bereits im November 2006 soll der Verkaufserlös des Gemäldes No. 5, 1948 von Jackson Pollock diesen kurzfristigen Rekord übertroffen haben. In den folgenden 15 Jahren sind die Preise für Klimt-Gemälde weiter gestiegen. Beispielsweise soll das Bild Wasserschlangen II, es trägt den Untertitel Die Freundinnen, 2013 vom russischen Oligarchen Dmitri Rybolowlew um 170 Millionen US-Dollar angekauft worden sein und das Gemälde Adele Bloch-Bauer II 2017 um 150 Millionen US-Dollar von einem chinesischen Milliardär.

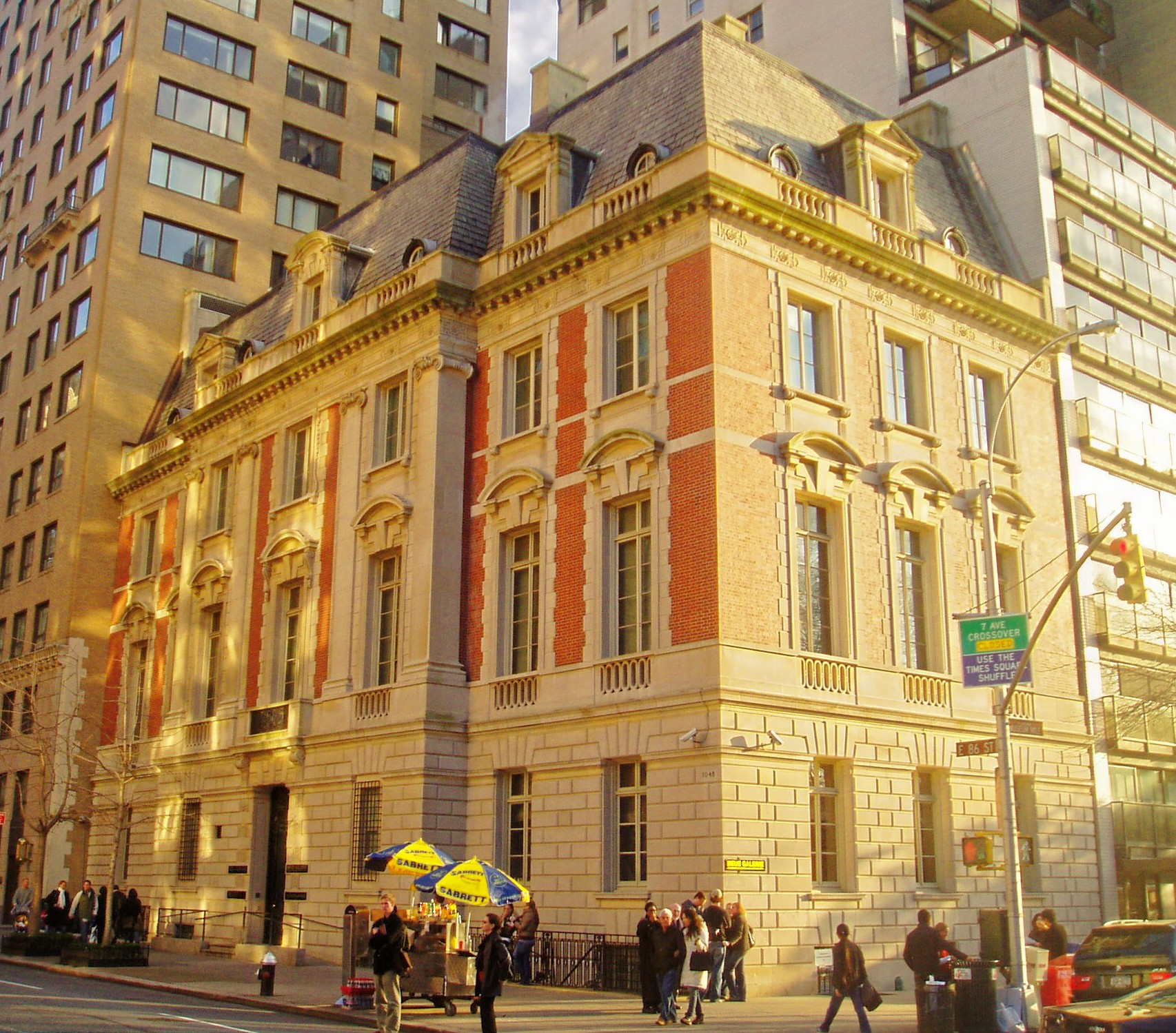
Die Neue Galerie
1048 5th Ave, New York

Das Bild Adele Bloch-Bauer I wird seit dem 12. Juli 2006 in der im Jahr 2001 von Lauder mitgegründeten Neuen Galerie in New York City ausgestellt, deren Sammlungsschwerpunkt österreichische und deutsche Kunst um 1900 bildet. Das Privatmuseum befindet sich in Manhattan, auf der Museum Mile in der Upper East Side, und ist der Öffentlichkeit zugänglich. Von September 2016 bis Januar 2017 wurde dort die Sonderausstellung Klimt und die Frauen aus Wiens Goldenem Zeitalter 1900–1918, kuratiert von Tobias G. Natter, gezeigt. Im selben Raum waren nach mehr als zehn Jahren wieder beide großen Adele-Porträts vereint, denn auf seiner letzten Station in New York war als Leihgabe auch das Gemälde Adele Bloch-Bauer II von 1912 zu sehen.

## Rezeption

### Film
2006 erschien der Dokumentarfilm Die Affäre Klimt von Jane Chablani, in dem Zeitzeugen wie Maria Altmann, Hubertus Czernin, Tina Walzer, Jonathan Petropoulos, Willy Korte und E. Randol Schoenberg zu Wort kommen und die Geschichte der Restitution nachgezeichnet wird.
2015 kam Die Frau in Gold, eine spielfilmartige, stark vereinfachte und teilweise auch verzerrte Darstellung des von Maria Altmann gegen Österreich angestrengten Rechtsstreits um dieses und vier weitere Klimt-Gemälde, in die Kinos. Maria Altmann wurde in diesem Film von Helen Mirren verkörpert.